# Ilex uaramae
Ilex uaramae är en järneksväxtart som beskrevs av Edwin. Ilex uaramae ingår i släktet järnekar, och familjen järneksväxter. Inga underarter finns listade i Catalogue of Life.